# The Cranberries
The Cranberries a fost o formație rock irlandeză, înființată în Limerick, Republica Irlanda în anul 1989. Deși este pe larg asociată cu genul rock alternativ, muzica formației include și elemente de indie pop, post-punk, folk irlandez (precum și muzică celtică), grunge și pop rock. În prezent formația este alcătuită din chitaristul Noel Hogan, basistul Mike Hogan și bateristul Fergal Lawler, după ce pe 15 ianuarie 2018 vocalista Dolores O'Riordan a decedat subit înaintea unei sesiuni de înregistrări ce urma să aibă loc la Londra.
The Cranberries a devenit renumită pe plan internațional în anii 1990 prin albumul de debut, Everybody Else Is Doing It, So Why Can't We?, care a devenit un succes comercial. The Cranberries a fost una din cele mai de succes formații rock din anii '90, având vânzări de peste 40 milioane de albume în lumea întreagă. Formația a intrat cu 4 albume în Top 20 Billboard 200 chart (Everybody Else Is Doing It, So Why Can't We?; No Need to Argue; To the Faithful Departed și Bury the Hatchet) și cu 8 single-uri în Top 20 Modern Rock Tracks (mai precis „Linger”, „Dreams”, „Zombie”, „Ode to My Family”, „Ridiculous Thoughts”, „Salvation”, „Free to Decide” and „Promises”).
La începutul anului 2010, după o pauză de 6 ani, The Cranberries s-a reunit și a început un turneu în America de Nord, urmat de show-uri în America Latină și Europa. Grupul a înregistrat în mai 2011 cel de-al 6-lea album al lor, Roses, și l-a lansat pe 27 februarie 2012.

## Membrii formației
Foști membri
- Dolores O'Riordan – voce, chitară ritmică și acustică, clape (1990–2003, 2009–2018)
- Noel Hogan – chitară solo (1989–2003, 2009–2019)
- Mike Hogan – chitară bas (1989–2003, 2009–2019)
- Fergal Lawler – baterie și percuție (1989–2003, 2009–2019)
- Niall Quinn – voce, chitară (1989–1990)

Muzicieni de turnee
- Russell Burton – clape (1996–2003), clape și chitară (2012)
- Johanna Cranitch – voce de fundal (2012)

Foști muzicieni de turnee
- Steve DeMarchi – chitară solo, voce de fundal (1996–2003)
- Denny DeMarchi – clape, chitară, voce de fundal (2009–2011)

## Discografie

### Albume de studio
- Everybody Else Is Doing It, So Why Can't We? (1993)
- No Need to Argue (1994)
- To the Faithful Departed (1996)
- Bury the Hatchet (1999)
- Wake Up and Smell the Coffee (2001)
- Roses (2012)
- Something Else (2017)
- In the End (2019)

### Albume live
- Bualadh Bos (2009)
- Live in Paris 2010 (2011)
- Live in London 2012 (2013)

### Compilații
- Treasure Box: The Complete Sessions, 1991-1999 (2002)
- Stars - The Best of 1992 - 2002 (2002)
- Best of Gold (2008)

### Single-uri
- Uncertain (1991)
- Linger (1993)
- Dreams (1994)
- Zombie (1994)
- Ode to My Family (1994)
- I Can't Be with You (1995)
- Ridiculous Thoughts (1995)
- Salvation (1996)
- Free to Decide (1996)
- When You're Gone (1996)
- Hollywood (1997)
- Promises (1999)
- Animal Instinct (1999)
- Just My Imagination (1999)
- You and Me (2000)
- Analyse (2001)
- Time Is Ticking Out (2002)
- This Is the Day (2002)
- Stars (2002)
- Tomorrow (2011)
- Raining In My Heart (2012)
- Waiting In Walthamstow (2012)

### DVD și video
- Live (London Astoria 2) (1994)
- Doors and Windows (1995)
- Beneath The Skin - Live In Paris (2001)
- Stars - The Best of Videos 1992 - 2002 (2002)
- 20th Century Masters Collection: The Cranberries (2005)
- Gold Collection: The Videos (2007)